# Isacco Bindi
Isacco Bindi, o Isacco d'Arcione, (Perugia o Castell'Arcione, ... – Ascoli Piceno, 7 luglio 1358) è stato un vescovo cattolico italiano.

## Biografia
Nato a Perugia o Castell'Arcione e facente parte dell'ordine di San Benedetto, fu abate del monastero di San Michele a Candiana. Il 21 aprile 1344 fu nominato vescovo di Ascoli Piceno da papa Clemente VI. Durante il suo mandato denunciò il malgoverno di Galeotto I Malatesta in città e per questo, nel maggio del 1349 venne rinchiuso nel Forte Malatesta per undici mesi.
Il 10 maggio 1353 Bindi fu nominato da papa Innocenzo VI vescovo dell'Aquila, al posto di Paolo Rainaldi, che assunse la guida della diocesi ascolana. I due riprese i rispettivi ruoli originari nel giugno del 1355 e Isacco morì ad Ascoli nel 1358, venendo seppellito nella chiesa di Sant'Agostino.